# Cyperus owanii
Cyperus owanii är en halvgräsart som beskrevs av Johann Otto Boeckeler. Cyperus owanii ingår i släktet papyrusar, och familjen halvgräs. Inga underarter finns listade i Catalogue of Life.